# Chamaecytisus mollis
Chamaecytisus mollis is een soort struik uit de vlinderbloemenfamilie (Fabaceae). De soort komt voor in Marokko, waar hij groeit in de overgangszone tussen het mediterrane gebied en de Saharawoestijn. De struik groeit in boslanden en te midden van struikgewas.

## Synoniemen
- Chamaecytisus albidus (DC.) Rothm.
- Cytisus albidus DC.
- Cytisus ifnianus Font Quer
- Genista mollis (Cav.) DC.
- Spartium molle Cav.